# Luk bagażowy
Luk bagażowy (bagażownia) − pomieszczenie samolotu, w którym podczas lotu przechowywane są bagaże pasażerów. Luki bagażowe znajdują się zazwyczaj pod pokładem samolotu, a bagaże są do nich ładowane i rozładowywane przez obsługę lotniska, pasażerowie nie mają do nich dostępu.